# Château de la Grationnaye
Le château de la Grationnaye est un château de Malansac, dans le Morbihan.

## Localisation
Le château est situé à l'ouest de la route reliant Malansac à Rochefort-en-Terre, à environ 1,6 km à vol d'oiseau nord-nord-ouest du centre-ville de Malansac.

## Histoire
La première vague de construction du château, l'actuelle aile nord, est datée de 1427 pour le compte d'Olivier Phelipot. Au siècle suivant, sont construits d'abord un bâtiment de transition, une tour, ainsi que le pavillon occidental de 1581 à 1585. La chapelle est construite en 1622, le pigeonnier en 1625, un deuxième pavillon en 1638 et le corps de logis en 1641.
Il appartient successivement aux familles Phelipot, Macé (début du XVIe siècle), Talhouët (fin du XVIe siècle), Thomas de Kercado (début du XIXe siècle), Marnière, Guer et de Moncuit de Boiscuillé.
Pris par les Chouans aux Talhouët en 1793, il a servi de lieu du partage du butin ayant suivi le premier combat de Rochefort-en-Terre, le 16 mars.
Un pavillon et une deuxième aile parallèle sont ajoutés en 1863, lors d'une campagne de restauration.
Les façades et toitures de l'aile septentrionale, du pavillon nord-ouest, du corps de logis occidental et du pavillon du parc, ainsi que la chapelle sont inscrits au titre des monuments historiques par arrêté du 6 décembre 1984.

## Architecture
Le château est organisé autour d'une cour d'honneur, autour de laquelle se dressent les différents bâtiments.
L'aile nord, historiquement la première bâtie, constitue un bâtiment rectangulaire, auquel s'est greffée une aile perpendiculaire à l'ouest (XVIIe siècle), puis une aile parallèle au sud (XIXe siècle). L'aile occidentale est construite dans le style Renaissance de l'époque, qui se retrouve notamment dans ses lucarnes surmontées d'une forme de pin.
Les dépendances comprennent une chapelle et un pigeonnier du XVIIe siècle.